# Bitwa pod Wyszehradem
Bitwa pod Wyszehradem – starcie zbrojne, które miało miejsce 1 listopada 1420 roku podczas pierwszej krucjaty w okresie wojen husyckich.
Armia utrakwistów, wspólnie z prażanami i małym oddziałem taborytów, obległa znajdującą się w pobliżu Pragi twierdzę Wyszehrad. Całością sił połączonej armii oblężniczej, liczącej 12 000 żołnierzy, dowodził Hynek Krušina z Lichtenburga. Na odsiecz oblężonej fortecy ruszył Zygmunt Luksemburczyk, który prowadził ze sobą armię liczącą 18 000 żołnierzy. W mieście Kutna Hora armię Luksemburczyka opuściło aż 1 500 żołnierzy, którzy przeszli na stronę husytów. Wydarzenie to znacznie zmniejszyło różnicę sił obu armii. Ze względu na mocną pozycję, jaką zajmowali husyci, dowódca oddziałów morawskich sprzeciwił się pomysłowi Luksemburczyka, który chciał przeprowadzić frontalny atak. Urażony w swej dumie monarcha nakazał wojskom morawskim atak na najmocniejszy punkt obrony husyckiej, w wyniku czego straty wśród wojsk morawskich były szczególnie duże. Ostatecznie bitwę wygrali husyci. Wojska katolickie straciły nieco mniej niż 1 000 żołnierzy oraz znaczną ilość jeńców w trakcie odwrotu. Wkrótce po wycofaniu się wojsk Luksemburczyka, twierdza Wyszehrad skapitulowała.